# Nicholas Roerich

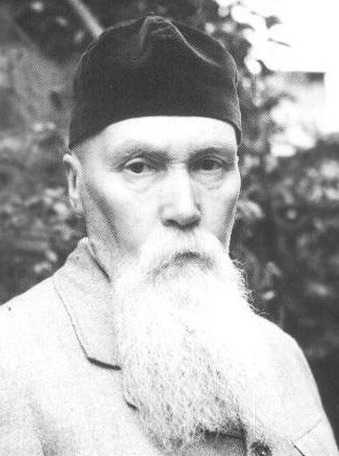
Nicholas Roerich

Nicholas Roerich (ursprünglich russisch Николай Константинович Рерих/Nikolai Konstantinowitsch Rerich; * 27. Septemberjul. / 9. Oktober 1874greg. in Sankt Petersburg; † 13. Dezember 1947 in Kullu, Indien) war ein russischer Maler, Schriftsteller, Archäologe, Wissenschaftler, Reisender und Philosoph. Er initiierte den Roerich-Pakt, einen Vorläufer der Haager Konvention zum Schutz von Kulturgut bei bewaffneten Konflikten, und wurde mehrfach für den Nobelpreis nominiert. In frühen Jahren gründete er gemeinsam mit seiner Ehefrau Helena Roerich die theosophische Vereinigung Agni Yoga.

## Leben und Wirken

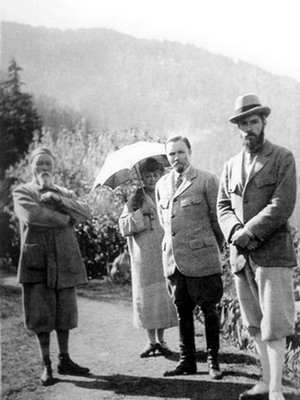
Nicholas Roerich mit seiner Frau und seinen beiden Söhnen, vorn Swjatoslaw

Roerich stammte aus einer angesehenen russischen Familie, die seit den Zeiten Peter I. in Russland lebte. Der Vater Roerichs, Constantin Christoph Traugott Glaubert Roerich, stammte aus Lettland und war Deutschbalte; die Mutter, Maria Wassiljewna Kalaschnikowa, aus Ostrow. Sie entstammte einer tatarisch-russischen Familie. Zu Zeiten Nikolaus’ II. studierte Nicholas Roerich Rechtswissenschaft und Kunst an der St. Petersburger Universität und war in Künstlerkreisen schon in frühen Jahren angesehen und erfolgreich. Sein Erstlingswerk erregte Aufsehen und wurde von dem einflussreichen Sammler Tretjakow erworben. Roerich wurde Leo Tolstoi vorgestellt. Außer der Malerei widmete er sich auch dem Entwurf von Bühnenbildern und Kostümen u. a. im Simin-Operntheater. 1901 heiratete er Jelena Iwanowna Schaposchnikowa. Ab 1905 gab es intensive künstlerische Beziehungen zu Sergei Djagilew. 1909 gestaltete Roerich Kostüme und Bühnenbilder für dessen Theater. Einer breiten Öffentlichkeit wurde er im Jahr 1913 bekannt, als er an Igor Strawinskys Ballett „Die Frühlingsweihe“ (Le sacre du printemps) als Librettist und Ausstatter mitarbeitete.
Nach Ausbruch der Oktoberrevolution 1917 emigrierte er mit seiner Familie über Finnland zunächst nach London und dann in die USA. 1921 gründete Roerich das New Yorker Master Institute of United Arts, das 1937 im Zuge der Weltwirtschaftskrise seine Arbeit einstellen musste. 1923 gelangte Roerich nach Britisch-Indien. Von Britisch-Indien aus unternahm er ausgedehnte Reisen nach China (u. a. Tibet), Sibirien und in die Mongolei. Roerich fand in der Ortschaft Naggar im Kullu-Tal (Himachal Pradesh) eine zweite Heimat. Er erforschte die Kultur der Himalaya-Region. Die Landschaften des Himalaya-Gebirges sind ein Schwerpunkt seiner späten Bilder.

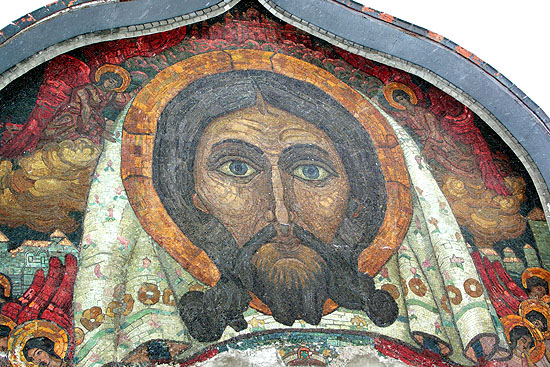
Jesus-Mosaik in Talaschkino

Er schuf die Fresken und ein Jesus-Mosaik über dem Eingang der Heiligen-Geist Kirche in der Künstlerkolonie Talaschkino bei Smolensk.
In der Gemäldegalerie von Nowosibirsk, im Kunstmuseum von Nischni Nowgorod und im Museum für Orientalische Kunst in Moskau gibt es große Sammlungen seiner Werke. In Moskau und New York gibt es jeweils ein Museum, das ausschließlich seine Bilder ausstellt. In Nowosibirsk gibt es außerdem ein Nicholas-Roerich-Museum.

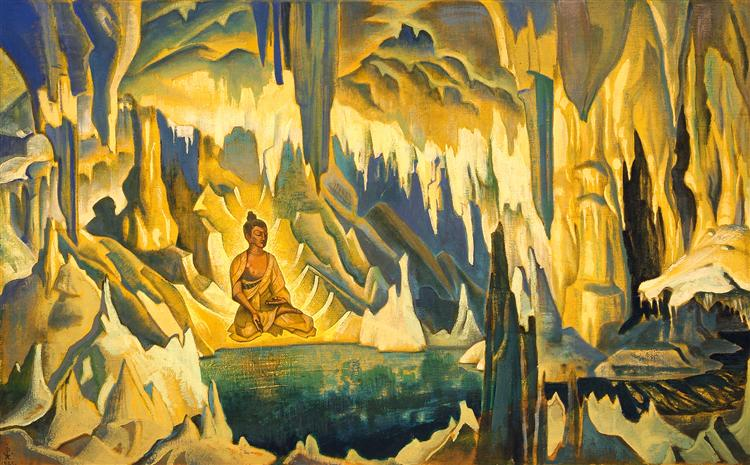
Buddha der Sieger (1925)

Roerichs Bilder kreisen um drei große Themenkomplexe:
1. die frühe russische Geschichte (eines der bekanntesten Bilder: Die Slawen auf dem Dnjepr),
2. Buddhismus und Esoterik; insbesondere von Helena Petrovna Blavatsky war Roerich stark beeinflusst,
3. das moderne Russland nach der russischen Revolution.

Roerich hatte zwei Söhne. Der ältere Sohn Juri Nikolajewitsch Roerich (1902–1960) wurde ein bekannter Asienwissenschaftler. Der jüngere Svetoslav Roerich (1904–1993) war Maler und ab 1945 mit der bekannten indischen Schauspielerin Devika Rani Chaudhary Roerich, einer Großnichte Rabindranath Tagores, verheiratet. Das Paar lebte in Bangalore. Er wirkte im vom Vater gegründeten Urusvati-Institut zur Erforschung der Geschichte sowie der Flora und Fauna der Himalaya-Region mit. Das von der Familie bewohnte Haus oberhalb des Raja-Palastes von Naggar im Kullu-Tal ist heute ein Museum.

## Verarbeitung in der Literatur
H. P. Lovecraft bezieht sich in Landschaftsbeschreibungen in Berge des Wahnsinns auf Bilder Roerichs.
Im Alternativweltroman Ich werde hier sein im Sonnenschein und im Schatten des Schweizer Schriftstellers Christian Kracht taucht Roerich  als Maler abstrakter Schweizer Gebirgslandschaften auf.